# 柴崎真人
柴崎 真人（しばざき まさと）は、日本の俳優・タレントである。栃木県出身。Laule′a（ラウレア）所属。

## 来歴・人物
- 中学、高等学校と弓道部に所属し、弓道二段の有段者。足利大学付属高等学校卒業。
- 役者活動と平行して、2001年にロックバンド『V.I.P.』（violet invincible project)を立ち上げ、ボーカルとギターを担当。バンドネームは紫覇（シバ）で活動。現在は活動休止中。
- 趣味は素潜り、読書。特技はギター、弓道、水泳。好きな色は紫。嫌いなものは稽古、蛙。好きな映画は『スワロウテイル』。好きな小説は『コインロッカー・ベイビーズ』。
- 尊敬する俳優、竹中直人、高田純次。尊敬するアーティスト、瀧川一郎、hide、今井寿。
- 2011年、タイムスクープハンター シーズン3「第2話 髪結いちょんまげ騒動記」（NHK総合）で髪結い喜作役を演じ、サードーシーズン人気投票1位を獲得。

## 出演

### 映画
- 天使の牙B.T.A.（2003年）
- クローンは故郷をめざす （2008年）
- 劇場版TRICK 霊能力者バトルロイヤル （2010年）
- アウトレイジ （2010年）
- 必死剣 鳥刺し （2010年）
- アルカナ （2013年）
- ロカビリーさん（2015年）
- 首（2023年）

### テレビ
- 真相究明!噂のファイル（1998年・テレビ朝日）
- Flyer TV「説教チャンネル」（1998年・フジテレビ）
- 十三夜 霊界からの招待状「第6話」（2001年・テレビ神奈川）
- 世界痛快伝説!!運命のダダダダーン!（2002年・テレビ朝日）
- 日曜ビッグスペシャル（2002年・テレビ東京）
- みのもんたコロシアム（2002年・TBS）
- 最後の弁護人「第5話」現場レポーター役（2003年・日本テレビ）
- こたえてちょーだい!（2003年・フジテレビ）
- 神様がくれた結婚SP（2003年・テレビ朝日）
- 木曜ナイトドラマ LOVE GAME「第10話」取り立て屋 幹部役（2009年・日本テレビ）
- タイムスクープハンターシーズン３「第2話」喜作役（2011年・NHK総合)
- 総合診療医ドクターG  バンドギター Ryu役（2011年・NHK総合)
- たけしの健康エンターテインメント!みんなの家庭の医学 医者役（2011年・テレビ朝日）
- 特命戦隊ゴーバスターズ 開発班 班長役（2012年・テレビ朝日）
- GTO 秋も鬼暴れスペシャル 現場レポーター役（2012年・関西テレビ）
- 金曜プレステージ 所轄刑事8 〜信州・安曇野〜白骨温泉売春組織に迫る復讐の剣〜 漫画喫茶 店長役（2013年・フジテレビ）
- 日曜劇場 とんび「第9話」ヤスの同僚役（2013年・TBS）
- 金曜ナイトドラマ お天気お姉さん 友沢刑事役（2013年・テレビ朝日）
- 日曜劇場 半沢直樹「第1話」内海信用金庫 飯田役（2013年・TBS）
- 金曜ドラマ クロコーチ 神奈川県警捜査一課 刑事役（2013年・TBS）
- 中居正広の金曜日のスマたちへ（2013年・TBS）
- 金曜ドラマ 夜のせんせい「第1話」運送会社 主任役（2014年・TBS）
- ザ・プロファイラー 〜夢と野望の人生〜（2014年・NHK BSプレミアム）
- 日曜劇場 おやじの背中「第5話」入院患者役（2014年・TBS）
- 金曜ナイトドラマ 黒服物語「第3話」居酒屋店主役（2014年・テレビ朝日）
- 相棒 season13「元日スペシャル ♯10」神奈川県警捜査一課 刑事役（2015年・テレビ朝日）
- 鈴木光司 リアルホラー「タクシー」タクシー運転手 同僚役（2015年・BSフジ）
- 金曜ナイトドラマ 天使と悪魔-未解決事件匿名交渉課-「CASE1」クラブ店長役（2015年・テレビ朝日）
- 闇の伴走者「第1話」横山役（2015年・WOWOW）
- 警視庁捜査一課9係 season11「第7話」救急隊員役（2016年・テレビ朝日）
- 相棒 season15「♯7」警察官役（2016年・テレビ朝日）
- 解決!ナイナイアンサー 芸能事務所 社長役（2017年・日本テレビ）
- 赤バッヂ 囚人役（2019年・フジテレビ）
- 日曜劇場 天国と地獄〜サイコな2人〜 「第3話」埼玉県警 所長役（2021年・TBS）
- 金曜8時のドラマ 今野敏サスペンス 機捜235×強行犯係 樋口顕「第4話」工場長役（2023年・テレビ東京)
- 日曜劇場 ラストマン-全盲の捜査官- 警視庁捜査一課・課長 栗原忠彦役（2023年・TBS）
- 街並み照らすヤツら 警察署 課長役（2024年・日本テレビ）
- 土ドラ 嗤う淑女 後藤役（2024年・東海テレビ、フジテレビ）

### CM
- 和速変換機 デジヴォ（60秒パントマイム編）

### MV
- 特撮 (バンド)　サードシングル「ヨギナクサレ」（2001年）
- HY (バンド)　9th ALBUM「GLOCAL」「帰る場所」Story Ver（2014年）

### DVDシネマ
- あの遠い夏の日があった（2007年）
- 毒蟲vs.溝鼠（2008年）
- 沖縄ヤクザ抗争 いくさ世アシバー 上原勇一・1（2009年）
- 新・日本暴力地帯 第二章（2010年）
- SとM・劇場版（2010年）
- 鳳4（2010年）
- 実録・若頭（2010年）
- 麻雀飛龍伝説 天牌 -TENPAI- 黒沢最終決戦史（2010年）
- 天獄の島 1（2010年）
- 極道の紋章・第十三章（2011年）
- 呪いのご当地都市伝説〜神奈川編〜（2011年）
- 呪いのご当地都市伝説〜北海道・東北編〜（2011年）
- 新・野望の軍団 第二部（2011年）
- 跡目奪還（2011年）
- 不良の神様〜瑠璃の鳴く頃に〜（2012年）
- 凶という名の極道（2012年） - 本間組若頭補佐
- 凶という名の極道 第二部（2012年）
- 帰ってきた特命戦隊ゴーバスターズVS動物戦隊ゴーバスターズ（2013年）

### 舞台
- プラットホーム 聖なる冬（1997年・東京芸術劇場）
- 俺たちの祭り詩（1997年・シアターサンモール）
- 三好家の引っ越し（1999年・パルテノン多摩）
- 大勝軒（1999年・現代座会館ホール）
- 銀色男の暑過ぎる夜（2000年・池袋シアターグリーン）
- 砂の血（2000年・恵比寿イーストギャラリー）
- ROCK JAGUAR 2001（2001年・中野スタジオあくとれ）
- ヴェニスの商人（2001年・地方公演）
- 大人の時間（2001年・新宿シアターモリエール）
- 楽園（2002年・高円寺明石スタジオ）
- 女の子はロマンチックとチョコレートで出来ている（2002年・新宿シアターブラッツ）
- メロス・ゲーム（2002年・シアターVアカサカ）
- レッドリムジングリーンキャデラック（2002年・新宿シアターモリエール）
- 椿姫（2002年・東京文化会館）
- アイーダ（2003年・新国立劇場）
- あの遠い夏の日があった（2006年・築地ブディストホール）
- しあわせになろうね（2009年・俳優座劇場）
- かもめー愛を紡ぐ人ー（2010年・シアターΧ）
- FROG 新撰組Jade Keeper（2010年・新宿SPACE107）
- いくじなし（2019年・新歌舞伎座）

### インターネット
- エルノオト（2008年・インターネットドラマ）
- 岸田健作 アワー 笑っていんじゃん！（2010年・第8回ゲスト）

### 書籍
- タイムスクープハンター オフィシャルBOOK（2011年・ムック）
- タイムスクープハンター コミック1 髪結い ちょんまげ騒動記（2013年・イースト・プレス）